# Костел Святого Духа (Кропивницький)

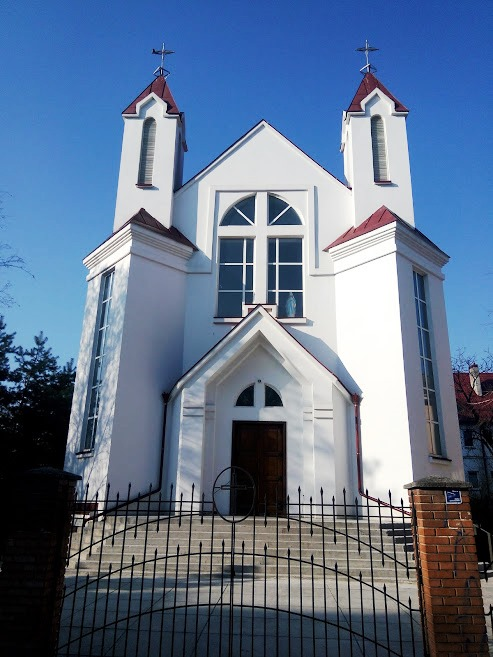
Костел Святого Духа

Костел Святого Духа — римо-католицький костел міста Кропивницький. Розташований за адресою: вулиця Дворцова, 50/46.

## Історія
З квітня 1992 року у Кіровоград стали приїжджати священки з Кам'янець-Подільського на Хмельниччині та Чечельника на Вінниччині, які відправляли Святі Меси у приватному будинку Олександра і Нонни Голиченків. 25 грудня цього ж року була заснована місцева парафія (тоді під титулом Фатімської Божої Матері, який пізніше змінили на Святого Духа). 1994 року її першим настоятелем став о. Йосиф Шиманський, котрий спочатку поселився у будинку сім'ї Голиченків. Оскільки старий костел Різдва Пресвятої Діви Марії у місті знищила радянська влада ще 1936 року, у 1995 році було придбано невеликий будинок по вулиці Короленка, у якому облаштували каплицю.
Із збільшенням числа парафіян виникла необхідність у будівництві храму, під яке вдалося отримати земельну ділянку по вулиці Дворцовій. Спорудження костелу розпочалось 29 вересня 1997 року, а 31 травня 1998 року єпископ Станіслав Падевський OFM Cap освятив наріжний камінь храму. Будівництво святині завершили 2002 року, коли 18 травня, майже відразу після утворення Одесько-Сімферопольської дієцезії її консекрували Апостольський нунцій в Україні архієпископ Нікола Етерович та єпископ Кам'янець-Подільський Леон Дубравський OFM.